# IK Kongahälla
Der IK Kongahälla ist ein schwedischer Fußballverein in Kungälv. Die Mannschaft war eine Spielzeit in der zweithöchsten Spielklasse Schwedens vertreten.

## Geschichte
Der IK Kongahälla gründete sich 1906. Spielte die Mannschaft des Klubs lange Zeit nur im unterklassigen Bereich der schwedischen Ligapyramide, zog sie am Ende der Spielzeit 1998 als Tabellenzweiter der drittklassigen Division 2 Västra Götaland hinter GAIS in die Aufstiegsspiele zur zweiten Liga ein. Nach Erfolgen über IFK Malmö und Myresjö IF qualifizierte sie sich für die höherklassige Spielklasse. Trotz eines zehnten Tabellenplatzes in der Südstaffel des Wettbewerbs verpasste der Klub den Klassenerhalt, da die beiden Staffeln zusammengefasst und die zweite Liga unter dem Namen Superettan neu initiiert wurde. 
Im ersten Jahr nach dem Abstieg noch im Rennen um die Aufstiegsplätze involviert und am Saisonende Tabellenviert, stürzte IK Kongahälla in der Folge bis in die fünfte Liga ab. Am Ende der Spielzeit 2004 wiederaufgestiegen, wurde die Mannschaft in der folgenden Spielzeit erneut Opfer eines Konzentrationsprozesses im schwedischen Ligafußball und stieg als Tabellensechster der viertklassigen Division 3 Nordvästra Götaland erneut in die fünfte Liga ab. 2009 stieg der Klub in die Sechstklassigkeit ab.